# 1409 v. Chr.
Portal Geschichte | Portal Biografien | Aktuelle Ereignisse | Jahreskalender | Tagesartikel

◄ |
16. Jahrhundert v. Chr. |
15. Jahrhundert v. Chr. |
14. Jahrhundert v. Chr. |
►

1390er v. Chr. |
1380er v. Chr. |
►

1409 v. Chr. |
1408 v. Chr. |
1407 v. Chr. |
1406 v. Chr. |
► |
►►

## Gestorben

### Genaues Todesdatum unbekannt
- Nan Geng, König über China (* unbekannt)